# Merve

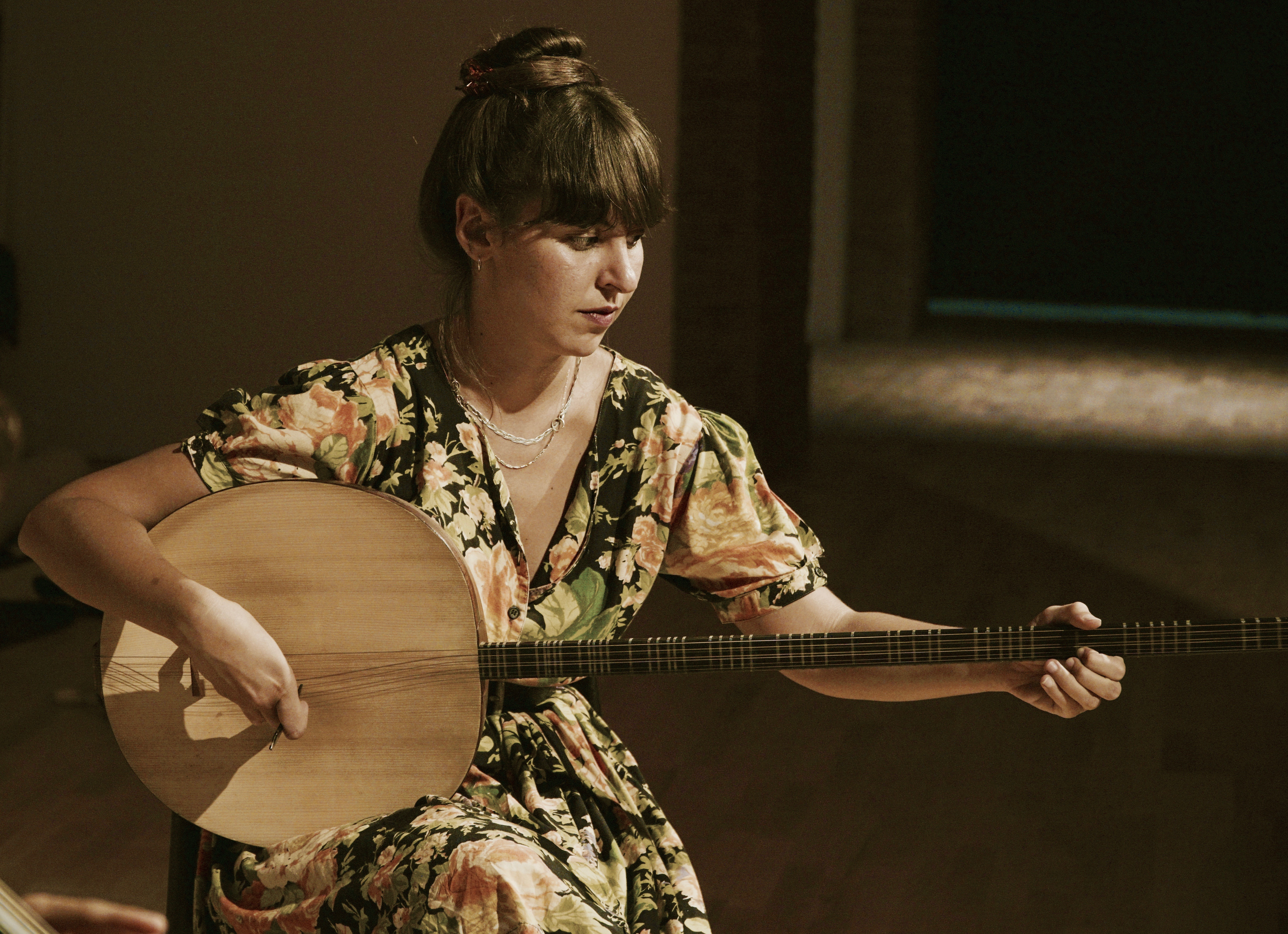
Merve Salgar

Merve  est un prénom féminin turc. C'est un prénom très populaire en Turquie. 
Personnes dont le prénom peut faire référence :
- Merve Boluğur, actrice turque
- Merve Dirim, scientiste turque
- Merve Kavakçı, personnalité politique turque
- Merve Sevi, actrice turque
- Merve Tanıl, joueuse de volley-ball turque
- Merve Terzioğlu (1987-2008), nageuse turque